# Region Wschodni (Maroko)
Region Wschodni (arab. ‏الشرق‎, Aš-Šarq; fr. L’Oriental) – region administracyjny w Maroku, w północno-wschodniej części kraju. W 2024 roku liczył ok. 2,3 mln mieszkańców. Siedzibą regionu jest Wadżda.
Dzieli się na jedną prefekturę i siedem prowincji:
- prefektura Wadżda-Ankad
- prowincja Ad-Darjusz
- prowincja Barkan
- prowincja Dżarada
- prowincja Dżarsif
- prowincja Fidżidż
- prowincja Nador
- prowincja Taurirt